# جوستين إيفانز (لاعب كرة قدم أمريكية)
جوستين إيفانز (بالإنجليزية: Heath Evans)‏ هو لاعب كرة قدم أمريكية أمريكي، ولد في 30 ديسمبر 1978 في ويست بالم بيتش في الولايات المتحدة.

## وصلات خارجية
- الموقع الرسمي
- جوستين إيفانز على موقع إي إس بي إن.كوم (أن.أف.أل)3
- جوستين إيفانز على موقع مرجع كرة القدم المحترفة.كوم (الإنجليزية)
- جوستين إيفانز على موقع كلية كرة القدم في سبورتس رفرنس.كوم (الإنجليزية)